# Anatólio de Constantinopla
Anatólio (449 — 3 de julho de 458) foi um arcebispo de Constantinopla e o primeiro a ser chamado de Patriarca. Ele foi eleito em substituição a Flaviano de Constantinopla por imposição de Dióscoro de Alexandria, Patriarca de Alexandria, imediatamente após o segundo concílio de Éfeso, em 449, o chamado "Latrocínio de Éfeso".
Embora adepto do monofisismo, Anatólio, viu-se obrigado a ceder à imposição da Imperatriz Pulquéria, que pretendia auxiliar ao papa na reversão do quado político em que se via metida a Igreja, vitimada por Eutiques e seus simpatizantes. 
Ela ordenou ao patriarca Anatólio que cedesse à posição romana e estreitasse os laços com a ortodoxia, se quisesse conservar a sua posição. Anatólio, intimidado com as ameaças, reuniu um concílio para o qual convidou os legados do papa, a fim de dar conhecimento da já conhecida carta de São Leão Magno, o Tomo ad Flavianus, endereçada a Flaviano, seu antecessor. Os presentes ao novo Concílio declararam sua aprovação a todo conteúdo da carta, e Anatólio pronunciou o anátema contra Nestório e Eutiques, condenou a sua doutrina. Em conseqüência de seus atos foi reconhecido como patriarca legítimo de Constantinopla.